# Joannie Rochette
Joannie Rochette (* 13. Januar 1986 in Montreal, Québec) ist eine ehemalige kanadische Eiskunstläuferin, die im Einzellauf startete.
Joannie Rochette begann im Alter von sechs Jahren mit dem Eiskunstlaufen beim Eislaufclub CPA Berthierville. Ihre Trainerin ist Manon Perron, ihre Choreografen sind Shae-Lynn Bourne und Lori Nichol. 2003 debütierte sie bei Weltmeisterschaften. 2005 wurde sie erstmals kanadische Meisterin; sie verteidigte diesen Titel bis 2010. Bei ihren ersten Olympischen Spielen belegte sie 2006 in Turin den fünften Platz. 2007 stand sie als Dritte erstmals auf dem Podium der Vier-Kontinente-Meisterschaften. 2008 und 2009 reichte es für sie dort zur Silbermedaille. 2009 gewann Rochette in Los Angeles mit Silber auch ihre erste Medaille bei Weltmeisterschaften. Bei den Olympischen Spielen 2010 in Vancouver errang sie vor heimischem Publikum die Bronzemedaille. Zwei Tage vor Wettbewerbsbeginn war Rochettes Mutter Thérèse kurz nach der Anreise im Alter von 55 Jahren einem Herzinfarkt erlegen. Seit den Olympischen Spielen hatte Rochette keinen Wettbewerb mehr bestritten, bis sie 2013 dann ihr endgültiges Karriereende bekannt gab.

## Ergebnisse
| Olympische Winterspiele         |       |       |       |       |       | 5.    |       |       |       | 3.    |
| Weltmeisterschaften             |       |       | 17.   | 8.    | 11.   | 7.    | 10.   | 5.    | 2.    |       |
| Juniorenweltmeisterschaften     | 8.    | 5.    |       |       |       |       |       |       |       |       |
| Vier-Kontinente-Meisterschaften |       | 9.    | 8.    | 4.    |       |       | 3.    | 2.    | 2.    |       |
| Kanadische Meisterschaften      | 1. J  | 3.    | 2.    | 2.    | 1.    | 1.    | 1.    | 1.    | 1.    | 1.    |
| -                               |       |       |       |       |       |       |       |       |       |       |
| Grand-Prix-Wettbewerb / Saison  | 00/01 | 01/02 | 02/03 | 03/04 | 04/05 | 05/06 | 06/07 | 07/08 | 08/09 | 09/10 |
| Grand-Prix-Finale               |       |       |       |       | 3.    |       |       |       | 4.    | 5.    |
| Skate Canada                    |       |       |       | 10.   |       | 2.    | 1.    | 3.    | 1.    | 1.    |
| Cup of Russia                   |       |       |       | 4.    |       |       |       | 3.    |       |       |
| Trophée Eric Bompard            |       |       |       |       | 1.    | 4.    | 4.    |       | 1.    |       |
| Bofrost Cup                     |       |       |       | 1.    |       |       |       |       |       |       |
| Cup of China                    |       |       |       |       | 3.    |       |       |       |       | 3.    |